# 山本恵美
山本 恵美（やまもと えみ、1976年9月27日 - ）は、日本の元タレントである。

## 人物
神奈川県生まれ。芸能界デビューはローカルテレビ局の深夜番組、『トップキャット』（仙台放送、1998年放送開始）であり、同番組には「トップキャット・ガールズ」というアシスタント役でレギュラー出演した。
1999年（平成11年）4月、日本テレビの『恋のから騒ぎ』に6期生として全国放送初出演したが、出演時の肩書きは「ウエイトレス」であった。同年10月には、バラエティー番組、『ワンダフル』（TBS）における「ワンギャル」（第3期生）としての出演するようになり、『恋のから騒ぎ』は降板した。『ワンダフル』では、とても明るい個性を発揮し、特に同じくワンギャルの宮崎景子と共演した番組内のコーナー『TRAP』では、その明るさがよく出ていた。
ワンギャル卒業後には、『ダンシン!』（テレビ東京系）や、『弾丸!ヒーローズ』（ABC・テレビ朝日系）などのテレビ番組に出演した。2003年（平成15年）夏を以って所属芸能事務所「ルノンプロモーション」を離職し、映画 『呪怨2』への出演を最後に芸能界から引退した。

## 出演

### 映画
- 呪怨2（2003年）- 大林恵 役

### テレビドラマ
- 月曜ドラマスペシャル（TBS）
  - 「カードGメン・小早川茜 借金地獄」（2000年）
  - 「おばさん会長・紫の犯罪清掃日記!ゴミは殺しを知っている」（2002年） - 大友杏子 役
- 明日があるさ（2001年、日本テレビ） - 小谷 役
- 金曜エンタテイメント（フジテレビ）
  - 「地獄の花嫁2 ウエディングドレス殺人・亡霊の復讐」（2001年） - 広瀬かおり 役
- 土曜ワイド劇場（テレビ朝日）
  - 「変装婦警の事件簿2 豪華クルーザー お見合いパーティ連続殺人!」（2001年） - キャバクラ嬢 役
- 鋼鉄天使くるみPure（サンテレビジョン他）
  - 準レギュラー（2003年） - 与那嶺かなめ 役

## 作品

### 写真集
- Sha・la・la・love（2000年6月、ワニブックス、撮影：上野勇）ISBN 978-4847025709
- Chatte（2001年4月、彩文館出版、撮影：松田忠雄）ISBN 978-4916115546